# حامة بوزيان
حامة بوزيان، إحدى بلديات دائرة حامة بوزيان بولاية قسنطينة الجزائرية.

## أصل التسمية
حامة بوزيان وسميت بهذا الاسم نسبة إلى الشهيد البطل أحسن بوزيان بعد الاستقلال، حيث كانت تحمل اسم Village Negro والكائن وسطه بمنطقة بارقلي حاليًا ثم تحول اسمها إلى Hamma Plaisance أي حامة المتعة أو الممتعة أثناء تواجد الاستعمار الفرنسي، وهي إحدى بلديات ولاية قسنطينة وتبعد عن عاصمة الولاية بنحو 9 كلم من الشمال الغربي كما تعتبر ثالث أكبر بلدية في الولاية من ناحية السكان بحيث يبلغ عدد قاطنيها حسب تقديرات سنة 2007 بنحو 66.594 نسمة.و هي البلدية الأكبر من حيث عدد المساجد في الجزائر.رقيت إلى بلدية سنة 1866 تابعة لدائرة قسنطينة ثم سنة 1984 أصبحت تابعة لدائرة زيغود يوسف وفي سنة 1991 تم ترقيتها إلى دائرة. كانت تظم العديد من المشاتي على غرار مشتة الصفصافة - مشتة عين الحمراء - مشتة واد ورزق - الأثار الرومانية تيديس قبل ترقية منطقة بني حميدان إلى بلدية.

## الموقع الجغرافي
يحدها:
- من الشمال والشمال الشرقي: بلدية ديدوش مراد
- من الشمال الغربي: بلديتي ديدوش مراد وبني حميدان
- من الشرق والجنوب: قسنطينة
- من الغرب: بلديتي ابن زياد ومسعود بوجريو

## جغرافية حامة بوزيان

### التضاريس
تتميز حامة بوزيان بالاستواء عموما مع وجود بعض المرتفعات المحيطة بها مثل: جبل كاف صالح الغني بالمادة الأولية لصناعة الاسمنت، جبل ثاد رارث (اسم أمازيغي) كان سابقا محجرة ثم اغلق نظرا للاضرار التي سببها واثاره السلبية على السكان.

### المناخ
تتميز المنطقة بمناخ خاص بها يعرف في علم المناخ ب: ميكرو- كليما، حيث ترتفع بها نسبة الرطوبة.
المياه: تعد البلدية من اغنى مناطق الجزائر بالمياه الجوفية، وهي اليوم تمون سكان البلدية وبلدية ديدوش مراد وزيغزد يوسف وبعض مناطق قسنطينة...
تستعمل مياهها في الشرب والري وتموين المصانع بالمياه.

## النشاط الاقتصادي
يغلب على البلدية طابع فلاحي إلى جانب مؤسسات صناعية نذكر منها: مصنع الاسمنت، مصنع ترنس كانال (انابيب الري، انابيب الصرف، اعمدة الكهرباء) ويعد من أقدم المصانع والوحيد بالمنطقة. كما تتميز بلدية حامة بوزيان بورشات النجارة والخياطة والكثير من الحرف اليدوية..

## النشاط الرياضي
```
تتميز حامة بوزيان بالرياضات الفردية أكثر من الجماعية والمدرسة الأبرز هي مدرسة الملاكمة التي أنجبت الكثير من الملاكميين الدوليين نذكر منهم 
```

- شعيب بولودينات (بطل إفريقيا ومشارك في الألعاب الاولمبية مرتين)
- فؤاد بلجودي (بطل الجزائر عدة مرات في المدني والعسكري)
- مشنوعي (بطل الجزائر وميدالية ذهبية في الألعاب العربية)

كما نذكر العداء الاولمبي والمتحصل على ميدالية فضية في سباق ال 1500 متر في الالمبياد سعيدي سياف علي.